# Zeta Fornacis
Zeta Fornacis (ζ Foracis, förkortat Zeta For, ζ For) som är stjärnans Bayerbeteckning, är en ensam stjärna belägen i den norra delen av stjärnbilden Ugnen. Den har en skenbar magnitud på 5,67 och är synlig för blotta ögat där ljusföroreningar ej förekommer. Baserat på parallaxmätning inom Hipparcosuppdraget på ca 30,7 mas, beräknas den befinna sig på ett avstånd på ca 106 ljusår (ca 33 parsek) från solen. Stjärnan ingår sannolikt i  Hyaderströmmen - en grupp stjärnor som har en gemensam rörelse genom rymden med stjärnhopen Hyaderna. 

## Egenskaper
Zeta Fornacis är en gul till vit stjärna i huvudserien av spektralklass F4 V.. Den har en massa som är ca 1,8 gånger större än solens massa, en radie som är ca 1,7 gånger större än solens och utsänder från dess fotosfär ca 4,9 gånger mera energi än solen vid en effektiv temperatur av ca 6 700 K. 
Zeta Fornacis har en följeslagare, NLTT 9563, av magnitud 13,50 och spektralklass M 2.5. År 2004 befann sig denna med en vinkelseparation av 176,1 bågsekunder vid en positionsvinkel på 288,1°.